# Forbryderisk elskov
Forbryderisk elskov er en dansk dramafilm fra 1970, instrueret af Pål Løkkeberg

## Medvirkende
- Vibeke Løkkeberg som Maria
- Claus Nissen som Lou
- Tutte Lemkow som ens
- Tor Stokke som Carl
- Anne Gullestad som Kvinde på postkontor
- Arne Aas
- Gretelill Henden
- Elna Kimmestad
- Reni Kleivdal
- Lothar Lindtner
- Kjell Stormoen